# 믹스마스터 우주
일반 상대성 이론에서 믹스마스터 우주(Mixmaster宇宙, 영어: Mixmaster universe)는 SU(2) 대칭을 갖는, 아인슈타인 방정식의 진공해이다. 이는 혼돈적 성질을 보인다.

## 정의

### 가설 풀이
믹스마스터 우주는 위상 공간으로서 {\displaystyle M=\mathbb {S} ^{3}\times \mathbb {R} }이다. 여기서 3차원 초구 {\displaystyle \mathbb {S} ^{3}}는 공간 방향이며, {\displaystyle \mathbb {R} }는 시간 방향이다. {\displaystyle \mathbb {S} ^{3}} 위에 표준적인 구면 좌표계 {\displaystyle (\theta ,\psi ,\phi )}를 주자.
초구 {\displaystyle \mathbb {S} ^{3}} 위의 세 1차 미분 형식
{\displaystyle \sigma _{1}=\sin \psi \mathrm {d} \theta -\cos \psi \sin \theta \mathrm {d} \phi }
{\displaystyle \sigma _{2}=\cos \psi \mathrm {\theta } +\sin \psi \sin \theta \mathrm {d} \phi }
{\displaystyle \sigma _{3}=-\mathrm {d} \psi -\cos \theta \mathrm {d} \phi }
을 부여할 수 있으며, 이는
{\displaystyle \mathrm {d} \sigma _{i}={\frac {1}{2}}\epsilon _{ijk}\sigma _{j}\wedge \sigma _{k}}
를 만족시킨다.
이제, {\displaystyle M} 위의 다음과 같은 (부호수 −+++의) 리만 계량 가설 풀이를 생각하자.
{\displaystyle \mathrm {d} s^{2}=-\mathrm {d} t^{2}+\sum _{i=1}^{3}\left(L_{i}(t)\right)^{2}\sigma _{i}^{2}}
이 가설 풀이는 비안키 분류 Ⅸ형의 일반형이며, {\displaystyle \mathbb {S} ^{4}}의 {\displaystyle \operatorname {SO} (4)\cong (\operatorname {SU} (2)\times \operatorname {SU} (2))/(\mathbb {Z} /2)} 대칭 가운데 하나의 {\displaystyle \operatorname {SU} (2)}만을 보존한다. 이 가설 풀이는 세 개의 미지의 함수 {\displaystyle L_{1}(t),L_{2}(t),L_{3}(t)}를 갖는다. 이들은 편의상 우주의 팽창을 나타내는 함수 ({\displaystyle L_{i}}의 자연 로그의 산술 평균 × −1)
{\displaystyle \Omega (t)=-{\frac {1}{3}}\left(\ln L_{1}(t)+\ln L_{2}(t)+\ln L_{3}(t)\right)}
와 우주의 비등방성을 나타내는 두 함수
{\displaystyle \beta _{+}(t)=\Omega (t)-\ln(L_{3}(t))}
{\displaystyle \beta _{-}(t)={\frac {1}{\sqrt {3}}}\ln {\frac {L_{1}(t)}{L_{2}(t)}}}
로 다시 쓸 수 있다. {\displaystyle \Omega }는 대략 우주의 너비의 로그 ×−1에 해당하며, {\displaystyle \Omega }가 더 클 수록 우주의 부피가 더 작다 (즉, 빅뱅은 {\displaystyle \Omega \to \infty } 극한이다). 마찬가지로, {\displaystyle \beta _{\pm }}가 (양 또는 음으로) 0에서 더 멀 수록 우주는 더 일그러진 모양을 한다. 만약 {\displaystyle \beta _{+}=\beta _{-}=0}인 경우 (등방적 우주) 이는 프리드만-르메트르-로버트슨-워커 계량이 된다.

### 동역학
이제, 아인슈타인 방정식을 {\displaystyle \Omega (t)}와 {\displaystyle \beta _{\pm }(t)}에 대하여 적용할 수 있다. 사실, 일단 {\displaystyle \beta _{\pm }}(우주의 모양)을 {\displaystyle \Omega (t)}(우주의 크기)의 함수로 우선 풀 수 있다. 편의상 에너지-운동량 텐서와 우주 상수가 0이라고 가정하자 (즉, 리치 곡률이 0이라고 하자).
이제, {\displaystyle \Omega \to +\infty } 극한(빅뱅 근처)에서, 아인슈타인 방정식은 다음과 같은 두 방정식이 된다.:1072, (5), (6)
{\displaystyle 4=\left({\frac {\mathrm {d} \beta _{+}}{\mathrm {d} \Omega }}\right)^{2}+\left({\frac {\mathrm {d} \beta _{-}}{\mathrm {d} \Omega }}\right)^{2}+4\Lambda (t)^{-1}\exp(-4\Omega (t))V(\beta _{+},\beta _{-})}
{\displaystyle {\frac {\mathrm {d} \Lambda }{\mathrm {d} \Omega }}=-4\Lambda ^{-1}\exp(-4\Omega (t))V(\beta _{+},\beta _{-})}
(첫째 식에 의하여 {\displaystyle \Lambda (t)}를 정의할 수 있다.) 둘째 식에 의하여, {\displaystyle \Lambda }는 {\displaystyle \Omega \gg 1}일 때 거의 변화하지 않는다.
즉, 이 경우 {\displaystyle \Omega }를 일종의 "시간"으로 간주하고, {\displaystyle {\vec {\beta }}=(\beta _{+},\beta _{-})}를 일종의 "위치"로 간주한다면, 이는 시간 의존 라그랑지언:1072, (7)
{\displaystyle L(\beta _{+},\beta _{-};\Omega )={\frac {1}{2}}{\sqrt {\Lambda (\Omega )}}{\dot {\boldsymbol {\beta }}}^{2}-{\frac {2V(\beta _{+},\beta _{-})}{{\sqrt {\Lambda (\Omega )}}\exp(4\Omega )}}}
에 의하여 묘사된다. (이 라그랑지언에서 {\displaystyle \Lambda }는 오직 {\displaystyle \Omega }만의 함수로 간주한다.)
여기서 퍼텐셜 {\displaystyle V(\beta )}는 다음과 같다.:1072, (8)
{\displaystyle V(\beta _{+},\beta _{-})=1+{\frac {1}{3}}\exp(-4\beta _{+})-{\frac {4}{3}}\exp(-\beta _{+})\cosh({\sqrt {3}}\beta _{-})+{\frac {2}{3}}\exp(2\beta _{+})\left(\cosh \left(2{\sqrt {3}}\beta _{-}\right)-1\right)}
이 퍼텐셜의 벽은 매우 가파르게 증가한다. 시간 의존 "질량"에 해당하는 {\displaystyle \Lambda (\Omega )^{2}}가 우주 초기({\displaystyle \Omega \gg 1})에는 매우 천천히 변한다. 따라서, 믹스마스터 우주의 빅뱅 근처에서의 시간 변화는 대략 일종의 "당구대" 위의 "당구공"의 운동으로 근사되는데, 이러한 동역학계는 혼돈적 현상을 보이는 대표적인 유이다.

## 성질
믹스마스터 우주가 혼돈적이라는 것은 1996년에 엄밀히 증명되었다.

### 믹스마스터 퍼텐셜
믹스마스터 우주의 퍼텐셜
{\displaystyle V(\beta _{+},\beta _{-})=1+{\frac {1}{3}}\exp(-4\beta _{+})-{\frac {4}{3}}\exp(-\beta _{+})\cosh({\sqrt {3}}\beta _{-})+{\frac {2}{3}}\exp(2\beta _{+})\left(\cosh \left(2{\sqrt {3}}\beta _{-}\right)-1\right)}
는 항상 임의의 {\displaystyle (\beta _{+},\beta _{-})\in \mathbb {R} ^{2}}에 대하여 {\displaystyle V\geq 0}을 만족시키며, 원점에서 {\displaystyle V(0,0)=0}이 성립한다.
원점 근처에서의 매클로린 급수는 다음과 같다.
{\displaystyle V(\beta _{+},\beta _{-})=2\beta _{+}^{2}+2\beta _{-}^{2}+O(\beta _{+}\beta _{-}^{2})+O(\beta _{-}^{4})}
이 퍼텐셜은 {\displaystyle \beta _{-}\mapsto -\beta _{-}} 대칭을 가지며, 그 "바닥"은 대략 {\displaystyle \beta _{+}} 축을 대칭축으로 하고, 원점({\displaystyle \beta _{+}=\beta _{-}=0})을 중심으로 하는 이등변 삼각형의 모양을 한다.
이 이등변 삼각형의 각 "꼭짓점"은 사실 무한히 계속되는 "골짜기"의 모양을 하며, 이들의 위치는 각각 다음과 같다.
- {\displaystyle 1\ll \beta _{+}} {\displaystyle |\beta _{-}|^{-1}\gg \exp(\beta _{+})}. 이 경우, 퍼텐셜은 다음과 같다.
{\displaystyle V=1+4\exp(2\beta _{+})\beta _{-}^{2}+O\left(\exp(2\beta _{+})\beta _{-}^{4}\right)+O\left(\exp(-\beta _{+})\right)}
- {\displaystyle 1\ll -\beta _{+}}, {\displaystyle \beta _{-}\approx \pm {\sqrt {3}}\beta _{+}}. 이 경우, 퍼텐셜은 다음과 같다. 편의상 {\displaystyle \beta _{-}=\pm {\sqrt {3}}\beta _{+}\mp (\ln a)/{\sqrt {3}}}로 놓자.
{\displaystyle V=1+{\frac {1}{3}}\exp(-4\beta _{+})(1-a)^{2}+O\left(\exp(2\beta _{+})\right)}

## 역사

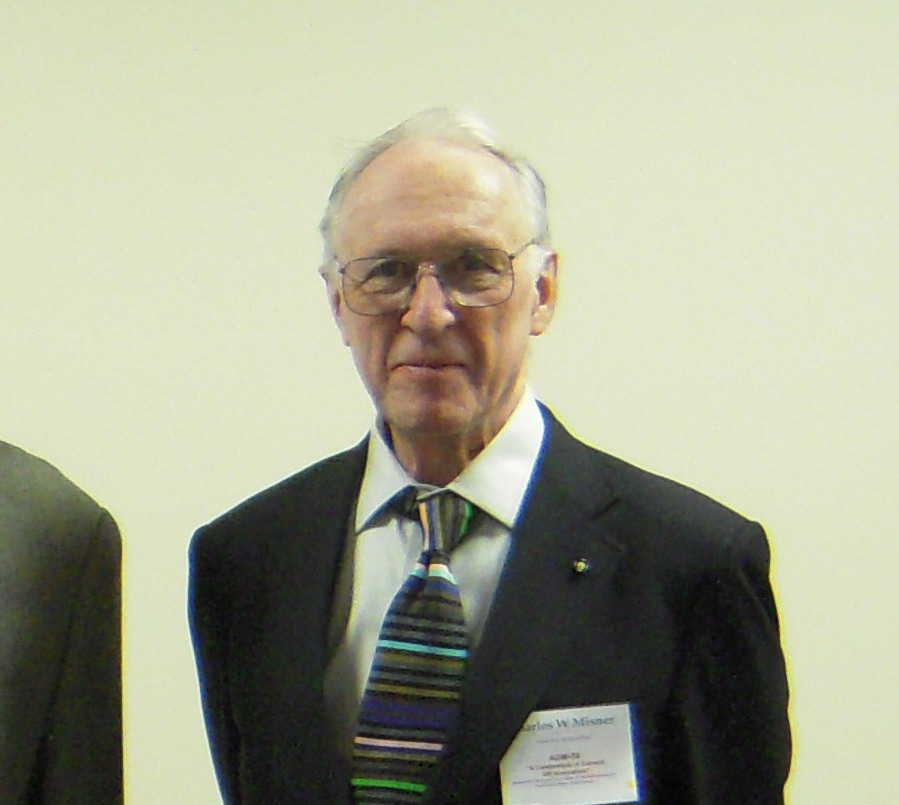
미스너 (2009년 사진)

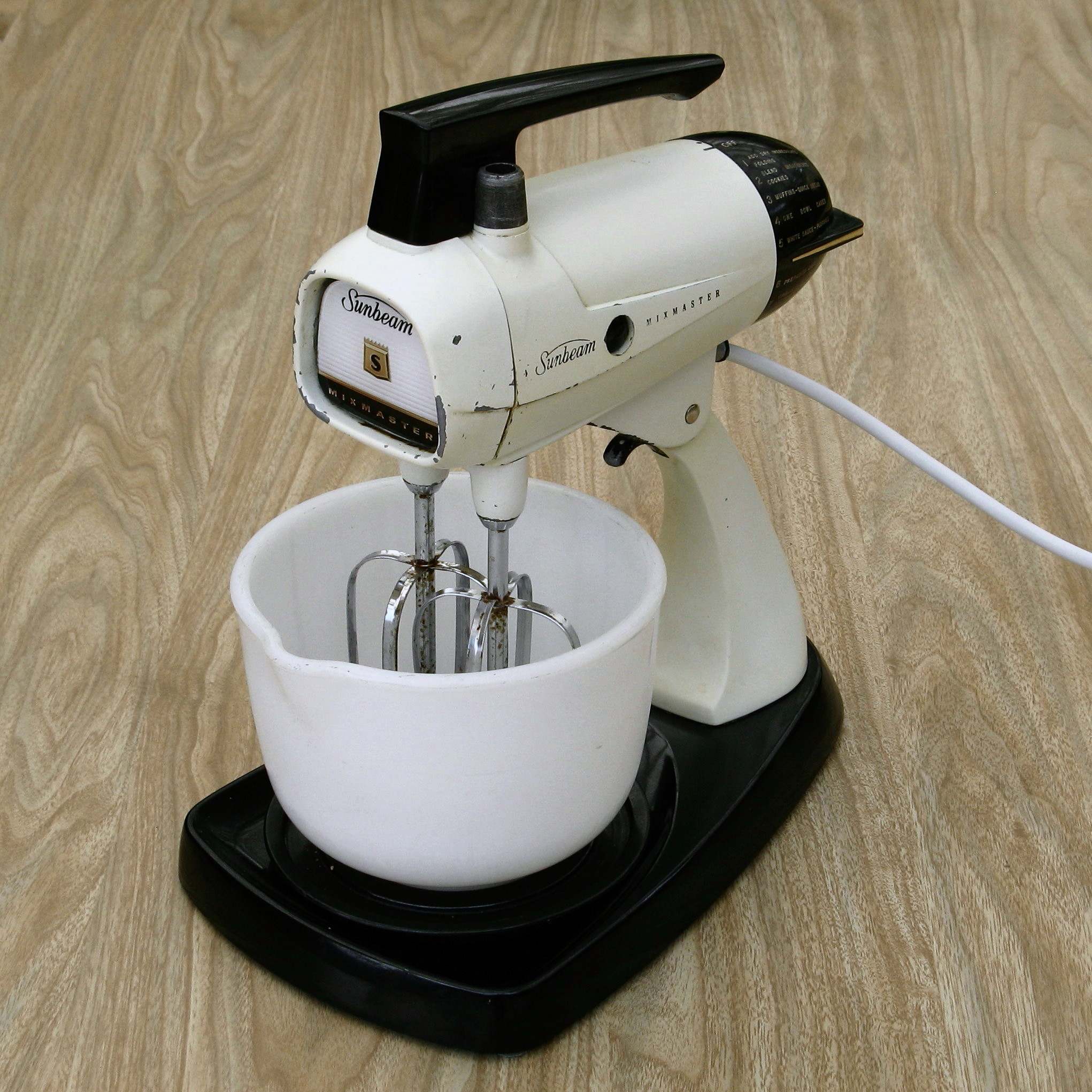
믹스마스터 브랜드 믹서 (1969년~1972년 경 생산)

찰스 윌리엄 미스너(영어: Charles William Misner, 1932~)가 1969년에 도입하였다. "믹스마스터"라는 이름은 미국의 가전 제품 회사 선빔프로덕츠(영어: Sunbeam Products, 舊名 시카고 유연 샤프트 회사 영어: Chicago Flexible Shaft Company)가 1930년부터 생산하기 시작한 믹서 브랜드 믹스마스터(영어: Mixmaster, 혼합mix 믹스[*]의 달인master 마스터[*])에서 딴 것이다.
미스너는 이 모형을 원래 우주론의 지평선 문제를 해결하기 위하여 개발하였다. 빅뱅 초기의 우주가 마치 "믹서"로 뒤섞은 듯한 혼돈적인 현상을 보인다면, 우주가 광역에 걸쳐 등방적인 것을 설명할 수 있기 때문이다. 그러나 실제 우주의 모형으로서, 믹스마스터 우주는 급팽창 이론으로 대체되었다.